# Donald Tardy
Donald Tardy (Tampa, Florida; 28 de enero de 1970) es el baterista principal de la banda de death metal, Obituary Formada en 1983. Es hermano de John Tardy, vocalista de la banda.

## Discografía
- Slowly We Rot - (1989)
- Cause Of Death - (1990)
- The End Complete - (1992)
- World Demise - (1994)
- Back From The Dead - (1997)
- Frozen in Time - (2005)
- Xecutioners Return - (2007)
- Left to Die - (2008)
- Darkest Day - (2009)
- Inked in Blood - (2014)
- Obituary - (2017)